# Pylaisiadelpha mercieri
Pylaisiadelpha mercieri là một loài Rêu trong họ Sematophyllaceae. Loài này được (Paris) W.R. Buck miêu tả khoa học đầu tiên năm 1984.